# Jyske Bank Boxen
Jyske Bank Boxen är en arena i Herning, Danmark, som invigdes den 20 oktober 2010. Arenan rymmer mellan 12 000 och 15 000 åskådare beroende på arrangemang. Jyske Bank Boxen används bland annat till basket, handboll, ishockey och volleyboll och var en av arenorna vid Europamästerskapet i handboll för damer 2010, Världsmästerskapet i handboll för damer 2015 samt världsmästerskapet i ishockey för herrar 2018. Arenan är huvudarenan där finalen spelas i handbolls-VM för herrar 2019.